# ديانا بيريز
ديانا بيريز (بالإنجليزية: Diana Perez)‏ هي صحفية أمريكية، ولدت في 13 يناير 1981 في فيلادلفيا في الولايات المتحدة.

## وصلات خارجية
- ديانا بيريز على موقع IMDb (الإنجليزية)
- ديانا بيريز على موقع ديسكوغز (الإنجليزية)